# Arne Aasheim
Arne Aasheim, född 25 oktober 1945, död 21 april 2025, var en norsk diplomat.
Aasheim hade en cand. mag.-examen och arbetade i utrikestjänsten sedan 1976. Han var regionalrådgivare i Utenriksdepartementet 1993–1997 och senior rådgivare där 2000–2003 samt 2008–2009. Han tjänstgjorde som Norges ambassadör i Guatemala 1997–2000, i Marocko 2003–2008 och i Mexiko 2009–2013.